# Генічеськ (рейдовий тральщик)
«Гені́чеськ» (U360) — рейдовий тральщик проекту 1258 (шифр «Корунд», англ. Yevgenia class за класифікацією НАТО) корабель протимінної оборони прибережного плавання Військово-Морських Сил України. У ВМФ СРСР носив назву РТ-214.

## Особливості проекту
Рейдові тральщики проекту 1258 — спеціалізовані кораблі, призначених для виконання завдань протимінної оборони на рейдах і в пунктах базування ВМБ, в прибережних водах шляхом пошуку та виявлення морських якірних і донних мін, їх тралення та знищення.
Проект 1258 рейдового тральщика був розроблений у 1964 році Західним проектно-конструкторським бюро (м. Ленінград), головний конструктор В. І. Блінов. Тральщик виявився дуже вдалим проектом — при своїх дуже скромних розмірах мав повний набір протимінного озброєння, чого не мали інші тогочасні аналоги. З 1969 року для ВМФ СРСР було побудовано 51 корабель цього проекту. 40 рейдових тральщиків проекту 1258Е було продано в десять зарубіжних країн.

## Історія корабля
Тральщик з заводським номером С-53 був закладений в елінгу Середньо-Невського суднобудівного заводу в Ленінграді. Спущений на воду 10 липня 1985 року.
Корабель входив до складу 315-го дивізіону тральщиків 68-ї бригади кораблів ОВР ЧФ.

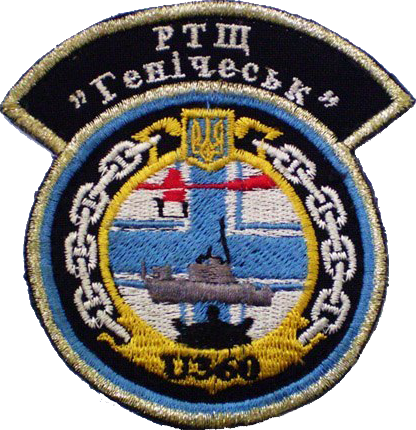

27 березня 1996 року РТ-214 року увійшов у склад Військово-Морських Сил України, де отримав назву «Генічеськ» на честь однойменного українського міста з присвоєнням бортового номера U360. Корабель неодноразово брав участь у збір-походах кораблів ВМС України.
До листопада 1996 року корабель базувався в Донузлаві, м. Новоозерне, де і отримав назву "Генічеськ" 27 березня 1996 року. На той час кораблем командував ст. мічман Олександр Данілов. У кінці жовтня 1996 року "Генічеськ" перебазували до Одеси, де прийняв командування кораблем ст. мічман Порукевич Альберт Іванович.
Потім корабель базувався в Одесі, а починаючи з 2013 р. — у Донузлаві.

### Російсько-українська війна
23 березня 2014 року намагався прорватись із заблокованої бухти озера Донузлав під командуванням Олександра Бойчука.
24 березня 2014 року корабель був захоплений та піднятий прапор ВМФ Росії.
20 травня 2014 р. рейдовий тральщик «Генічеськ» без прапорів опізнавання був виведений російськими буксирами із Донузлава для передачі українській стороні за межами 12-мильної зони і подальшого його буксирування в Одесу.
12 червня 2014 року здійснив перший вихід у море після виводу з акваторії озера Донузлав.
29 серпня 2015 року брав участь у ряді заходів, які проводились на причалі міста Ізмаїл.
У вересні 2015 року брав участь в активній фазі навчань «Сі-Бриз 2015».
3 липня 2016 року брав участь у святкуванні дня ВМС України в Миколаєві.
20 березня 2017 року разом з кораблями з'єднання постійної військово-морської протимінної групи НАТО № 2 (SNMCMG2) у визначеному районі Чорного моря брав участь у спільних навчаннях типу PASSEX.
1 квітня 2021 р. зайшов в акваторію Миколаївського суднобудівного заводу для проходження капітального ремонту. Очікується ремонт всіх систем, повна заміна зовнішньої обшивки, багатьох конструкцій корабля.
24 вересня 2021 р. покинув акваторію МСЗ. Під час робіт повністю відновлені зовнішня обшивка, настил палуби та конструкції корпусу й надбудови, донно-бортова арматура, гвинто-стерновий пристрій, цистерни, корабельні системи тощо.
Останнім часом корабель базувався в Очакові. 
У червні 2022 року був потоплений через ракетний удар російської авіації під час російсько-української війни.

## Командування
Цим кораблем у складі ВМС України командували:
- старший мічман Олександр Данілов;
- старший мічман Порукевич Альберт Іванович;
- старший мічман Олександр Бойчук - з 2012 по 2018;
- старший мічман Іван Лижин.
- Головний корабельний старшина Корнієнко Микола Миколайович (загинув разом з кораблем у бою при захисті України з морського напрямку 5 червня 2022 року)[джерело?]

## Фільм
У 2017 році Громадське телебачення показало фільм "Генічеськ", який розповідає про бойові будні українських матросів. Частина фільму йде як розповідь капітана корабля. Він залишився вірним Україні в березні 2014 року попри погрози російських військовослужбовців. Корабель спробував прорватися до України, але не встиг, його захопили російські моряки. У травні того ж року росіяни віддали корабель назад. На 2017 рік корабель є єдиним тральщиком України.